# Буцики (страва)
Буцики — старовинна страва української кухні, на зразок галушок чи вареників без начинки. Традиційно їх подають зі шкварками, тертим сиром, але є й солодкі варіанти з медом, сметаною. Форма може бути різною.
Розкатане як на вареники тісто ріжуть на шматочки й склеюють як вареники чи вушка. Потім відварюють і обсмажують на вершковому маслі. Готові буцики посипають шкварками, смаженою цибулею, підсмаженими на олії сухарями або сметаною з медом.
Якщо варене тісто не обсмажують, називаються галушки чи варениці.
Буцики можна додавати до супів або подавати як самостійну страву.